# Finale de la Coupe d'Europe des vainqueurs de coupe 1964-1965
La finale de la Coupe d'Europe des vainqueurs de coupe 1964-1965 est la 5e finale de la Coupe d'Europe des vainqueurs de coupe, organisée par l'UEFA. Ce match de football a lieu le 19 mai 1965 au stade de Wembley de Londres, en Angleterre.
Elle oppose l'équipe anglaise de West Ham United aux Allemands du TSV 1860 Munich. Le match se termine par une victoire des Londoniens sur le score final de 2 buts à 0, ce qui constitue leur premier sacre dans la compétition ainsi que leur premier titre européen.

## Parcours des finalistes
Note : dans les résultats ci-dessous, le score du finaliste est toujours donné en premier (D : domicile ; E : extérieur).
| West Ham United | West Ham United | West Ham United | West Ham United |                  | TSV 1860 Munich  | TSV 1860 Munich | TSV 1860 Munich | TSV 1860 Munich | TSV 1860 Munich |
| --------------- | --------------- | --------------- | --------------- | ---------------- | ---------------- | --------------- | --------------- | --------------- | --------------- |
| Adversaire      | Total           | Aller           | Retour          | Tour             | Adversaire       | Total           | Aller           | Retour          | Match d'appui   |
| La Gantoise     | 2 - 1           | 1 - 0 (E)       | 1 - 1 (D)       | Premier tour     | Union Luxembourg | 10 - 0          | 4 - 0 (E)       | 6 - 0 (D)       |                 |
| Sparta Prague   | 3 - 2           | 2 - 0 (D)       | 1 - 2 (E)       | Deuxième tour    | FC Porto         | 2 - 1           | 1 - 0 (E)       | 1 - 1 (D)       |                 |
| Lausanne-Sport  | 6 - 4           | 2 - 1 (E)       | 4 - 3 (D)       | Quarts de finale | Legia Varsovie   | 4 - 0           | 4 - 0 (E)       | 0 - 0 (D)       |                 |
| Real Saragosse  | 3 - 2           | 2 - 1 (D)       | 1 - 1 (E)       | Demi-finales     | Torino FC        | 3 - 3           | 2 - 0 (H)       | 1 - 3ap (E)     | 2 - 0           |

## Match
| ·             |                   |  |
| Titulaires :  |                   |  |
|               |                   |  |
| 1             | Jim Standen (en)  |  |
| 2             | Joe Kirkup (en)   |  |
| 3             | Jack Burkett (en) |  |
| 4             | Martin Peters     |  |
| 5             | Ken Brown         |  |
| 6             | Bobby Moore       |  |
| 7             | Alan Sealey (en)  |  |
| 8             | Ron Boyce (en)    |  |
| 9             | Geoff Hurst       |  |
| 10            | Brian Dear (en)   |  |
| 11            | John Sissons (en) |  |
|               |                   |  |
| Entraîneur :  |                   |  |
| Ron Greenwood |                   |  |

| ·            |                       |  |
| Titulaires : |                       |  |
|              |                       |  |
| 1            | Petar Radenković      |  |
|              | Manfred Wagner (en)   |  |
|              | Hans Reich (en)       |  |
|              | Wilfried Kohlars (en) |  |
|              | Stevan Bena (en)      |  |
|              | Otto Luttrop (en)     |  |
|              | Alfred Heiss (en)     |  |
|              | Hans Küppers (en)     |  |
|              | Rudi Brunnenmeier     |  |
|              | Peter Grosser         |  |
|              | Hans Rebele (en)      |  |
|              |                       |  |
| Entraîneur : |                       |  |
| Max Merkel   |                       |  |

| ·             |                   |  |
| Titulaires :  |                   |  |
|               |                   |  |
| 1             | Jim Standen (en)  |  |
| 2             | Joe Kirkup (en)   |  |
| 3             | Jack Burkett (en) |  |
| 4             | Martin Peters     |  |
| 5             | Ken Brown         |  |
| 6             | Bobby Moore       |  |
| 7             | Alan Sealey (en)  |  |
| 8             | Ron Boyce (en)    |  |
| 9             | Geoff Hurst       |  |
| 10            | Brian Dear (en)   |  |
| 11            | John Sissons (en) |  |
|               |                   |  |
| Entraîneur :  |                   |  |
| Ron Greenwood |                   |  |

| ·            |                       |  |
| Titulaires : |                       |  |
|              |                       |  |
| 1            | Petar Radenković      |  |
|              | Manfred Wagner (en)   |  |
|              | Hans Reich (en)       |  |
|              | Wilfried Kohlars (en) |  |
|              | Stevan Bena (en)      |  |
|              | Otto Luttrop (en)     |  |
|              | Alfred Heiss (en)     |  |
|              | Hans Küppers (en)     |  |
|              | Rudi Brunnenmeier     |  |
|              | Peter Grosser         |  |
|              | Hans Rebele (en)      |  |
|              |                       |  |
| Entraîneur : |                       |  |
| Max Merkel   |                       |  |